# Built-in self-test

En el temps mort entre el temps de recepció i el següent pols de transmissió, les rutines de prova les porta a terme el BIST.

Una autoprova integrada, built-in self-test (amb acrònim anglès BIST) o una prova integrada (amb acrònim anglès BIT) és un mecanisme que permet a una màquina provar-se. Els enginyers dissenyen BIST per complir requisits com ara:
- alta fiabilitat.
- menors temps de cicle de reparació.

o restriccions com ara:
- Accessibilitat limitada del tècnic.
- cost de les proves durant la fabricació.

L'objectiu principal de BIST és reduir la complexitat i, per tant, disminuir el cost i reduir la dependència dels equips de prova externs (programats per patró). BIST redueix el cost de dues maneres:
1. redueix la durada del cicle de prova.
2. redueix la complexitat de la configuració de la prova/sonda, reduint el nombre de senyals d'E/S que s'han de controlar/examinar sota el control del provador.

Tots dos comporten una reducció de les tarifes horàries pel servei d'equips de prova automatitzats (ATE).
El nom i el concepte BIST es van originar amb la idea d'incloure un generador de nombres pseudoaleatoris (PRNG) i una comprovació de redundància cíclica (CRC) a l'IC. Si tots els registres que mantenen l'estat en un IC es troben en una o més cadenes d'exploració internes, aleshores la funció dels registres i la lògica combinacional entre ells generaran una signatura CRC única sobre una mostra prou gran d'entrades aleatòries. Per tant, tot el que ha de fer un IC és emmagatzemar la signatura CRC esperada i provar-la després d'un conjunt de mostres prou gran del PRNG. La comparació CRC amb la signatura esperada o la signatura CRC resultant real s'accedeix normalment a través de l'estàndard JTAG IEEE 1149.1.
BIST es col·loca habitualment en armes, aviònica, dispositius mèdics, electrònica d'automòbils, maquinària complexa de tot tipus, maquinària no vigilada de tot tipus i circuits integrats.